# David Wight
Pour les articles homonymes, voir Wight.
David Wight, né le 28 juillet 1934 et mort le 9 novembre 2017, est un rameur américain. Il participe aux Jeux olympiques d'été de 1956 dans l'épreuve du huit et remporte le titre.

## Palmarès

### Jeux olympiques
- Jeux olympiques de 1956 à Melbourne,  Australie
  -  Médaille d'or.